# The Embezzler (film 1914 Dwan)
The Embezzler è un cortometraggio muto del 1914 diretto da Allan Dwan.

## Produzione
Il film fu prodotto dall'Universal Film Manufacturing Company (come Universal Gold Seal).

## Distribuzione
Distribuito dall'Universal Film Manufacturing Company, il film - un cortometraggio in due bobine - uscì nelle sale cinematografiche USA il 31 marzo 1914.
Non si conoscono copie ancora esistenti della pellicola che viene considerata presumibilmente perduta
.